# Mala Reka (Kruševac)
Pour les articles homonymes, voir Mala Reka.
Mala Reka (en serbe cyrillique : Мала Река) est un village de Serbie situé sur le territoire de la Ville de Kruševac, district de Rasina. Au recensement de 2011, il comptait 156 habitants.

## Démographie
| 1948 | 1953 | 1961 | 1971 | 1981 | 1991 | 2002 | 2011 |
| ---- | ---- | ---- | ---- | ---- | ---- | ---- | ---- |
| 222  | 226  | 224  | 224  | 215  | 180  | 174  | 156  |

|  |